# Список пусковых участков и новых станций Нижегородского метрополитена

В этом списке приводятся все пусковые участки новых перегонов и/или новых станций Нижегородского метрополитена. Указаны только построенные участки, без строящихся и проектируемых.
| Линия | Участок                       | Дата            | Станций | Длина (км) | Станций всего | Длина всего | Примечания |
| ----- | ----------------------------- | --------------- | ------- | ---------- | ------------- | ----------- | --- |
|       | Московская — Пролетарская     | 20 ноября 1985  | 6       | 6,8        | 6             | 6,8         | |
|       | Пролетарская — Комсомольская  | 8 августа 1987  | 2       | 2,1        | 8             | 8,9         | |
|       | Комсомольская — Парк культуры | 15 ноября 1989  | 2       | 2,4        | 10            | 11,3        | |
|       | Московская — Бурнаковская     | 20 декабря 1993 | 2       | 2,6        | 12            | 13,9        | Станция Московская является совмещённой пересадочной станций для обеих линий; была открыта в составе первого пускового участка. |
|       | Бурнаковская — Буревестник    | 9 сентября 2002 | 1       | 1,4        | 13            | 15,3        | |
|       | Московская — Горьковская      | 4 ноября 2012   | 1       | 3,2        | 14            | 18,5        | |
|       | Московская — Стрелка          | 12 июня 2018    | 1       | 3,1        | 15            | 21,6        | В августе — ноябре 2018 года работал в сокращённом режиме                                                                       |